# Elena Batourina
Yelena Batourina (en russe : Елена Николаевна Батурина), née le 8 mars 1963 à Moscou, est une femme d'affaires et milliardaire russe. Elle est le PDG de l'entreprise Inteko.
Elle est également l'épouse de l'ancien maire de Moscou, Iouri Loujkov. En 2019, selon le magazine Forbes, sa fortune est estimée à 1,2 milliard de dollars. Selon le classement du magazine, elle est la 1 818e fortune mondiale.

## Biographie

### Jeunesse et études
Elle est élevée par ses parents dans un appartement moscovite de deux pièces. Tous deux travaillent dans l'usine d'outillage Fraser.
Elena Batourina débute comme dessinatrice industrielle dans cette même usine, tout en étudiant le soir à l'Institut des problèmes économiques et du développement de l'économie nationale de l'université d'État à Moscou. Elle obtient un diplôme d’ingénieur-économiste spécialisé dans le management à l'université d'État de gestion.

### Vie de couple
Au lendemain de la chute de l'URSS, après avoir suivi des cours du soir, elle quitte ce milieu pour occuper un poste au comité des coopératives de la ville de Moscou.
En 1987, Elena Batourina, alors jeune chercheuse, est nommée assistante de Iouri Loujkov (1936-2019), entré au service de la Mosgorispolkom, c'est-à-dire le comité exécutif de la ville de Moscou. Ils s'apprécient. Elle a 27 ans de moins que lui. Ils se marient en 1991.
En 1992, Boris Eltsine nomme Loujkov maire de Moscou. Batourina devient ainsi Première dame de Moscou.
Apprécié pour le renouveau qu'il donne à Moscou — il en a fait une capitale économiquement et socialement vertueuse et internationalement prisée — Loujkov envisage de se présenter à l'élection présidentielle de 2000. Il fonde un parti, qu'il appelle « Patrie » (Отечество, trad. Otiechiestvo), lequel fusionne ensuite avec le parti de son allié, l'ancien Premier ministre Evgueni Primakov, « Toute la Russie » (Вся Россия, trad. Vsya Rossiïa), formant l'Otietchiestvo-Vsya Rossiïa. Beaucoup de Russes voient en Loujkov le prochain président démocratiquement élu en Russie.
Mais en août 1999, Boris Eltsine nomme Premier ministre un nouveau venu sur la scène politique, Vladimir Poutine. Ce dernier devient rapidement populaire quand il rétablit l'ordre et la sécurité après chacun des attentats tchétchènes de 1999.
Les ambitions politiques fédérales de Loujkov sont définitivement annihilées quand son parti, l'Otietchiestvo-Vsya Rossiïa, donne l'investiture à Poutine pour l’élection présidentielle 2000 et que celui-ci remporte. Loujkov se recentre sur Moscou jusqu'au 28 septembre 2010, date à laquelle, plusieurs fois accusé de corruption, il est limogé par le président Dmitri Medvedev.
En novembre 2010, le couple relativement critique envers Poutine et craignant des représailles, décide d'envoyer ses filles (Elena, née en 1992, et Olga, née en mars 1994) étudier à Londres, d'autant plus que depuis 2008, Elena Batourina y possède le château de Witanhurst, une demeure de 65 pièces située au nord de Londres.
Devenue nettement plus riche que son époux dès le premier mandat de ce dernier, elle décide de conserver son nom de jeune fille, affirmant : « Je ne mélange pas les affaires et la vie privée ».
Son mari meurt à Munich en 2019.

### Carrière
En 1989, Elena Batourina et son frère aîné Viktor Batourine fondent Inteko (en russe Интеко), entreprise initialement spécialisée dans la production et la commercialisation de seaux et plats en plastique. En octobre 1991, le banquier Alexander Smolensky, président de la Sberbank, leur accorde un prêt de 6 millions de roubles.
Loujkov étant devenu maire de Moscou (il le sera de 1992 à 2010), Inteko croît rapidement. Habilement, les Batourine diversifient les activités d'Inteko. En 2001, Inteko se lance dans le secteur du BTP, en acquérant une participation majoritaire dans DomoStroitelny Kombinat n ° 3 (DSK-3), une entreprise de bâtiments préfabriqués.
Viktor Batourine s'éloigne un peu d'Inteko en devenant en 1998 le plus grand entrepreneur de BTP de Kalmoukie puis président du gouvernement de la république de Kalmoukie puis conseiller du président de Kalmoukie, Kirsan Ilioumjinov, jusqu'en février 1999.
De 1999 à 2005, Viktor Batourine est vice-président d'Inteko.
En 2002-2003, Inteko rachète des cimenteries et devient le principal fournisseur de ciment de Russie. Avec l'appui du gouvernement de Moscou. Inteko est simultanément l’un des principaux investisseurs dans six projets de complexes immobiliers. En 2004, Inteko obtient la rénovation de plusieurs bâtiments dans le centre historique de Moscou, des projets de construction d'hôtels et de complexes touristiques de loisirs de la capitale. De 2005 à 2007, Inteko se concentre sur la construction d’habitations monobloc, centres commerciaux et le complexe éducatif de l'université d’État de Moscou.
Les Batourine font d'Inteko un holding dans le domaine de la plasturgie et des BTP qui réalisera environ 80 projets à Moscou et dans plusieurs régions de la fédération de Russie (Rostov-sur-le-Don, Saint-Pétersbourg, etc...), pour une superficie totale de plus de 5 millions de m², contrôlant 20 % du secteur de la construction dans la capitale et l'essentiel du marché du ciment — selon le journal économique Kommersant.
De 2005 à 2008, la fortune de Elena Batourina est passée de 1,02 à 3,08 milliards d’euros. En 2009, du fait de la crise économique mondiale, sa fortune est retombée à 0,66 milliard d’euros. Inteko était valorisée à 2,20 milliards d’euros avant la crise. En 2010, sa valeur est estimée à 1,10 milliard d’euros[réf. souhaitée].
Elena Batourina est devenue la femme la plus riche de Russie. Cela ne passe pas inaperçu. Elle est aussi soupçonnée de corruption en raison de contrats jugés privilégiés par la municipalité. En 1998, des journalistes enquêtent sur Inteko. De fait, en 1995, Inteko remporta un appel d'offres pour remplacer les sièges du stade Loujniki, lequel, avec 85 000 places, est le plus grand stade de Moscou. Un responsable financier du club de football FK Spartak Moscou déclara : « Dans n’importe quelle entreprise, un siège en plastique revient à trois roubles. Chez Inteko ils en demandent cinq mais on est obligé de les prendre chez eux ». Cette même année, Inteko remporte également le marché des assiettes du Bistro Russkoe, une chaîne de restauration rapide gérée par Iouri Loujkov et appartenant à la ville de Moscou.
Mais Elena Batourina est puissante et elle le sait. Mais la Russie de Poutine est devenue un régime ou règnent autorité et corruption. Le 9 octobre 2005, Alexander Annenkov, directeur exécutif de la division agro-alimentaire Inteko-agro, est assailli par trois hommes munis de haches. Il s'en sort vivant, mais l'agression est un message à Elena Batourina au sujet d'un différend avec le gouverneur de Belgorod Evgueni Savchenko. Quatre jours plus tard, Dmitri Steinberg, l'avocat de Elena Batourina, se fait tirer dessus dans son appartement et meurt des suites de ses blessures.
Imperturbable, elle continue à se diversifier[Quoi ?] avec des achats d'entreprises de construction, une cimenterie, des propriétés et une banque et ouvre des bureaux ailleurs dans le monde, notamment en Autriche et au Royaume-Uni.
En 2006, nommée chef adjointe du groupe interministériel pour le projet national « Un logement abordable et confortable pour chaque Russe », il lui faut éviter les conflits d'intérêts, d'autant plus que frère et sœur ne s'entendent plus très bien. C'est pourquoi elle revend DSK-3 au groupe PIK en 2005 pour 300 millions de dollars. En 2007, le 15 février, ils concluent un accord, abandonnant les revendications mutuelles sur le reste du groupe Inteko :
- la cimenterie Starooskolski
- le céréalier Moscova
- la Banque foncière russe
- les usines de production de propène à Belgorod et à Sotchi
- Kudla, spécialisée dans le tourisme haut-de-gamme au Maroc

Viktor récupère la division agraire de la société et une partie des actifs à Sotchi.
Elena Batourina diversifie encore son patrimoine en achetant des actions de Gazprom et de Sberbank et investit dans la région de la mer Noire, dans l'hôtellerie, des terres agricoles et des usines de boîtes de lait condensé. Parallèlement, elle fonde « Be Open », un think-tank d'analyses sur le futur et la prospective en Russie.
En 2010, avec la chute de Loujkov, Elena Batourina entre elle aussi en disgrâce auprès du régime de Vladimir Poutine. Elle vend ses sociétés de BTP pour 1,1 milliard de dollars à Mikhail Chichkhanov et investit dans l'hôtellerie et le foncier partout dans le monde. Elle passe de plus en plus de temps à Londres.
En février 2011, le siège de l'entreprise fait l'objet d'une perquisition. Viktor Batourine est poursuivi pour fraude, notamment pour avoir contrefait des billets à ordre d'une valeur nominale totale de plus de 110 millions d'euros au nom d'Inteko et pour fraude immobilière. Il écope de sept ans de prison. À sa sortie anticipée en 2016, Viktor Batourine porte plainte contre Inteko, réclamant 120 millions de dollars à la suite de la réduction du nombre de ses parts dans la société de 25 % à 1 % entre 2002 et 2003. Il sera débouté.
La fortune de Elena Batourina a nettement diminué. Elle émet des doutes sur l'efficacité des sanctions occidentales, qui ciblent les oligarques associés au président Vladimir Poutine. Elle déclare au Spiegel : « Malheureusement, depuis 2000, ce sont surtout les oligarques qui reçoivent des commandes de l'État qui font de la croissance. Ce n'est pas un véritable entrepreneuriat ». Elle critique la politique économique de Vladimir Poutine. Dans une interview accordée au Spiegel, elle appelle le Premier ministre Dmitri Medvedev, protégé de Poutine, à démissionner. « Je ne comprends pas pourquoi Medvedev est toujours Premier ministre - étant donné l'état misérable de notre économie » déclare-t-elle, « La Russie ne va pas mal à cause des sanctions occidentales ou de la chute des prix du pétrole, mais parce que la politique économique fait du « surplace » ».
En 2014, Elena Batourina défend l'annexion de la Crimée. « L'Europe se foutait bien du droit international quand le Kosovo a fait sécession de la Serbie. Eh bien pour nous, les Russes, la Crimée était, est et restera russe ».
En 2022, elle figure sur la liste des personnalités visées par les sanctions occidentales.

### Fortune et propriétés
Elena Batourina est milliardaire depuis 2004. En 2007, elle est la seule femme à apparaître dans le classement du magazine Forbes des plus grandes fortunes de Russie : elle s'y trouve en 55e position. La même année, elle est la 279e personne la plus riche du monde.
En 2008, le magazine Forbes affirme que sa fortune s'élève à 4,2 milliards. Ainsi, elle aura gagné 3,1 milliards de dollars en 2007, 2,3 milliards de dollars en 2006 et 1,1 milliard de dollars en 2004. Selon le magazine Finans, sa fortune a baissé d'un milliard à la suite de la crise économique mondiale.
Elle possède, outre Inteko, des hôtels dans la station touristique de Sotchi, près de la mer Noire, 72 000 hectares de terres agricoles dans la région de Belgorod, et aussi une usine qui produit un million de boîtes de lait condensé sucré chaque année.

## Autres activités
Elena Batourina est une cavalière émérite ; en 2004, elle est présidente de la Fédération équestre de Russie.
Elle pratique également le tennis, le ski et le golf.
Elle possède depuis 2009 « le Grand Tirolia », un chalet situé dans les montagnes de Kitzbühel (Autriche) et le club de golf d'Eichenheim ; elle y finance des manifestations culturelles. Elle possède des hôtels à Vienne ainsi qu'à Dublin.
Elle a également fondé une fondation à Vienne.

### Sources
- (en) Cet article est partiellement ou en totalité issu de l’article de Wikipédia en anglais intitulé « Yelena Baturina » (voir la liste des auteurs).